# Lista de deputados estaduais do Pará da 7.ª legislatura
Essa é uma lista de deputados estaduais do Pará eleitos para o período 1971-1975. 24 deputados.

## Composição das bancadas
| Partido | Líder           | Bancada | Posição  |
| ------- | --------------- | ------- | -------- |
| ARENA   | José Elias Emim | 17 / 24 | Governo  |
| MDB     | Jader Barbalho  | 7 / 24  | Oposição |

## Deputados estaduais
| Número | Deputados estaduais eleitos           | Partido | Votação | Percentual | Cidade onde nasceu  | Unidade federativa |
| 11194  | Alfredo Jacob Gantuss                 | ARENA   | 4.118   | 0,85%      | São Miguel do Guamá | Pará               |
| 15725  | Álvaro de Oliveira Freitas            | MDB     | 4.062   | 0,84%      | Uruará              | Pará               |
| 11126  | Antônio Alves Teixeira                | ARENA   | 8.176   | 1,69%      | Castanhal           | Pará               |
| 11810  | Antônio Nonato do Amaral              | ARENA   | 3.606   | 0,74%      | Belém               | Pará               |
| 11838  | Arnaldo Corrêa Prado                  | ARENA   | 4.700   | 0,97%      | Belém               | Pará               |
| 15530  | Carlos Vinagre                        | MDB     | 3.438   | 0,71%      | Belém               | Pará               |
| 11451  | Carlos Costa de Oliveira              | ARENA   | 4.285   | 0,88%      | Ananindeua          | Pará               |
| 11221  | Fernando Américo Medeiros Brasil      | ARENA   | 10.455  | 2,16%      | Parauapebas         | Pará               |
| 11111  | Gerson Peres                          | ARENA   | 7.146   | 1,47%      | Cametá              | Pará               |
| 11232  | Haroldo Heráclito Tavares da Silva    | ARENA   | 5.918   | 1,22%      | Belém               | Pará               |
| 15615  | Jader Barbalho                        | MDB     | 7.353   | 1,52%      | Belém               | Pará               |
| 11124  | José Elias Emin                       | ARENA   | 3.626   | 0,75%      | Igarapé-Açu         | Pará               |
| 15513  | José Maria Lins de Vasconcelos Chaves | MDB     | 3.262   | 0,67%      | Moju                | Pará               |
| 15506  | José Massud Ruffeil                   | MDB     | 3.385   | 0,70%      | Belém               | Pará               |
| 11341  | Lauro de Belém Sabbá                  | ARENA   | 5.461   | 1,12%      | Ponta de Pedras     | Pará               |
| 11622  | Lourenço Alves de Lemos               | ARENA   | 4.619   | 0,95%      | Itaituba            | Pará               |
| 11613  | Nilson Célio Guedes Sampaio           | ARENA   | 3.781   | 0,78%      | Castanhal           | Pará               |
| 11438  | Oswaldo Corrêa Prado                  | ARENA   | 4.641   | 0,96%      | Belém               | Pará               |
| 11594  | Oswaldo dos Reis Nutram               | ARENA   | 4.352   | 0,90%      | Limoeiro do Ajuru   | Pará               |
| 11509  | Osvaldo Sampaio Melo                  | ARENA   | 8.707   | 1,80%      | Belém               | Pará               |
| 15443  | Paulo Imbiriba Lisboa                 | MDB     | 3.375   | 0,69%      | Marabá              | Pará               |
| 15115  | Paulo Ronaldo Mendonça de Albuquerque | MDB     | 13.780  | 2,85%      | Belém               | Pará               |
| 11836  | Ubaldo Campos Correia                 | ARENA   | 6.624   | 1,37%      | Santarém            | Pará               |
| 11890  | Victor Hilário da Paz                 | ARENA   | 7.374   | 1,52%      | Santarém            | Pará               |